# American Association for the Advancement of Science

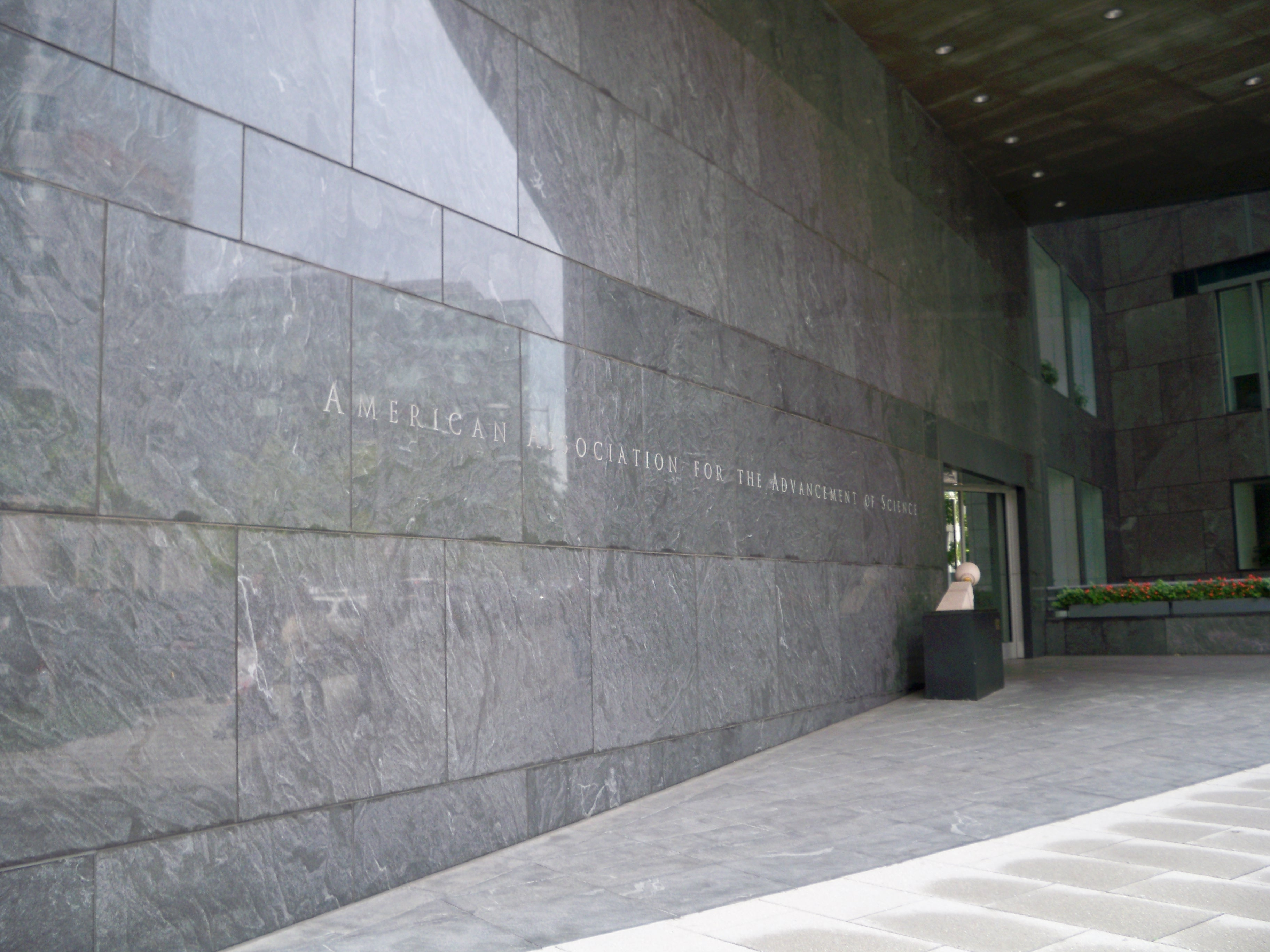
Uffici dell'associazione, Washington

La American Association for the Advancement of Science, (abbreviata con AAAS, a sua volta letta Triple A-S)
è un'organizzazione internazionale senza fini di lucro dedicata all'avanzamento della scienza nel mondo che opera come educatore, leader, portavoce e come associazione professionale.
Essa pubblica l'autorevole settimanale Science, molte newsletters scientifiche, libri e rapporti; essa inoltre sviluppa con determinazione programmi che si propongono di far crescere ovunque il livello di comprensione della scienza.
Fondata nel 1848, la AAAS raggruppa circa 262 fra società affiliate e accademie scientifiche e si rivolge a 10 milioni di persone; essa quindi è la più grande associazione scientifica generalista del mondo.
Science è il maggiore periodico scientifico generalista peer-reviewed a pagamento del mondo ed ha un numero di lettori stimato intorno al milione. AAAS è aperta a tutti e realizza la sua missione di "far progredire la scienza e servire la società" attraverso iniziative di politica della scienza, programmi internazionali, attività di educazione alla scienza; in particolare organizza il servizio EurekAlert!, il primo sito web per le notizie riguardanti la scienza.
Fra i presidenti figurano Robert Millikan, Arthur Compton, Edward Charles Pickering e Edwin Conklin.